# Stylephorus chordatus
Stylephorus chordatus hay cá mắt ống hoặc cá đuôi chỉ là một loài cá biển sâu, loài duy nhất trong chi Stylephorus và họ Stylephoridae.

## Từ nguyên
Stylephorus bắt nguồn từ tiếng Hy Lạp cổ στῦλος (stylos) nghĩa là cột, trụ và động từ nguyên thể chủ động thời hiện tại φέρειν (pherein) nghĩa là đem theo, mang theo. Ở đây có lẽ để nói tới đôi mắt và miệng hình ống của loài cá này.

## Phân loại
Họ Stylephoridae được Swainson thiết lập năm 1839 cho loài này, nhưng năm 1861 Günther lại đặt nó trong họ Trachypteridae (Cat. Fish. Iii, tr. 306). Năm 1924, Regan đặt nó trong bộ Allotrignathi (= Lampriformes), và vị trí phân loại này được duy trì trong một thời gian dài. Nghiên cứu phát sinh chủng loài phân tử năm 2007 của Miya et al. sử dụng ADN ti thể và ADN  hạt nhân cho thấy Stylephorus có quan hệ họ hàng gần nhất với bộ Gadiformes (cá tuyết), nhưng với hình dạng rất khác biệt nên nhóm tác giả đã thiết lập bộ Stylephoriformes chỉ để chứa duy nhất một loài, và như thế nó nằm trong nhánh Paracanthopterygii, chứ không phải là thành viên của bộ Lampriformes - nhóm có lẽ là đã rẽ ra sớm nhất của Acanthomorpha.

## Phát sinh chủng loài
Biểu đồ phát sinh chủng loài của bộ Stylephoriformes trong phạm vi Acanthomorpha dưới đây lấy theo Betancur-R. et al. (2017):

| Zeiariae | Zeiformes                                                       |
|          | Zeiformes                                                       |
| Gadariae | \| \| Stylephoriformes \| \| \| \| \| \| Gadiformes \| \| \| \| |
|          | \| \| Stylephoriformes \| \| \| \| \| \| Gadiformes \| \| \| \| |
|          | Stylephoriformes                                                |
|          |                                                                 |
|          | Gadiformes                                                      |
|          |                                                                 |

|  | Stylephoriformes |
|  |                  |
|  | Gadiformes       |
|  |                  |

| Zeiariae | Zeiformes                                                       |
|          | Zeiformes                                                       |
| Gadariae | \| \| Stylephoriformes \| \| \| \| \| \| Gadiformes \| \| \| \| |
|          | \| \| Stylephoriformes \| \| \| \| \| \| Gadiformes \| \| \| \| |
|          | Stylephoriformes                                                |
|          |                                                                 |
|          | Gadiformes                                                      |
|          |                                                                 |

|  | Stylephoriformes |
|  |                  |
|  | Gadiformes       |
|  |                  |

| Zeiariae | Zeiformes                                                       |
|          | Zeiformes                                                       |
| Gadariae | \| \| Stylephoriformes \| \| \| \| \| \| Gadiformes \| \| \| \| |
|          | \| \| Stylephoriformes \| \| \| \| \| \| Gadiformes \| \| \| \| |
|          | Stylephoriformes                                                |
|          |                                                                 |
|          | Gadiformes                                                      |
|          |                                                                 |

|  | Stylephoriformes |
|  |                  |
|  | Gadiformes       |
|  |                  |

| Zeiariae | Zeiformes                                                       |
|          | Zeiformes                                                       |
| Gadariae | \| \| Stylephoriformes \| \| \| \| \| \| Gadiformes \| \| \| \| |
|          | \| \| Stylephoriformes \| \| \| \| \| \| Gadiformes \| \| \| \| |
|          | Stylephoriformes                                                |
|          |                                                                 |
|          | Gadiformes                                                      |
|          |                                                                 |

|  | Stylephoriformes |
|  |                  |
|  | Gadiformes       |
|  |                  |

|  | Beryciformes       |
|  |                    |
|  | Trachichthyiformes |
|  |                    |

| Holocentrimorphaceae | Holocentriformes |
|                      | Holocentriformes |
|                      | Percomorphaceae  |
|                      |                  |

|  | Beryciformes       |
|  |                    |
|  | Trachichthyiformes |
|  |                    |

| Holocentrimorphaceae | Holocentriformes |
|                      | Holocentriformes |
|                      | Percomorphaceae  |
|                      |                  |

|  | Beryciformes       |
|  |                    |
|  | Trachichthyiformes |
|  |                    |

| Holocentrimorphaceae | Holocentriformes |
|                      | Holocentriformes |
|                      | Percomorphaceae  |
|                      |                  |

|  | Beryciformes       |
|  |                    |
|  | Trachichthyiformes |
|  |                    |

| Holocentrimorphaceae | Holocentriformes |
|                      | Holocentriformes |
|                      | Percomorphaceae  |
|                      |                  |

| Zeiariae | Zeiformes                                                       |
|          | Zeiformes                                                       |
| Gadariae | \| \| Stylephoriformes \| \| \| \| \| \| Gadiformes \| \| \| \| |
|          | \| \| Stylephoriformes \| \| \| \| \| \| Gadiformes \| \| \| \| |
|          | Stylephoriformes                                                |
|          |                                                                 |
|          | Gadiformes                                                      |
|          |                                                                 |

|  | Stylephoriformes |
|  |                  |
|  | Gadiformes       |
|  |                  |

| Zeiariae | Zeiformes                                                       |
|          | Zeiformes                                                       |
| Gadariae | \| \| Stylephoriformes \| \| \| \| \| \| Gadiformes \| \| \| \| |
|          | \| \| Stylephoriformes \| \| \| \| \| \| Gadiformes \| \| \| \| |
|          | Stylephoriformes                                                |
|          |                                                                 |
|          | Gadiformes                                                      |
|          |                                                                 |

|  | Stylephoriformes |
|  |                  |
|  | Gadiformes       |
|  |                  |

| Zeiariae | Zeiformes                                                       |
|          | Zeiformes                                                       |
| Gadariae | \| \| Stylephoriformes \| \| \| \| \| \| Gadiformes \| \| \| \| |
|          | \| \| Stylephoriformes \| \| \| \| \| \| Gadiformes \| \| \| \| |
|          | Stylephoriformes                                                |
|          |                                                                 |
|          | Gadiformes                                                      |
|          |                                                                 |

|  | Stylephoriformes |
|  |                  |
|  | Gadiformes       |
|  |                  |

| Zeiariae | Zeiformes                                                       |
|          | Zeiformes                                                       |
| Gadariae | \| \| Stylephoriformes \| \| \| \| \| \| Gadiformes \| \| \| \| |
|          | \| \| Stylephoriformes \| \| \| \| \| \| Gadiformes \| \| \| \| |
|          | Stylephoriformes                                                |
|          |                                                                 |
|          | Gadiformes                                                      |
|          |                                                                 |

|  | Stylephoriformes |
|  |                  |
|  | Gadiformes       |
|  |                  |

|  | Beryciformes       |
|  |                    |
|  | Trachichthyiformes |
|  |                    |

| Holocentrimorphaceae | Holocentriformes |
|                      | Holocentriformes |
|                      | Percomorphaceae  |
|                      |                  |

|  | Beryciformes       |
|  |                    |
|  | Trachichthyiformes |
|  |                    |

| Holocentrimorphaceae | Holocentriformes |
|                      | Holocentriformes |
|                      | Percomorphaceae  |
|                      |                  |

|  | Beryciformes       |
|  |                    |
|  | Trachichthyiformes |
|  |                    |

| Holocentrimorphaceae | Holocentriformes |
|                      | Holocentriformes |
|                      | Percomorphaceae  |
|                      |                  |

|  | Beryciformes       |
|  |                    |
|  | Trachichthyiformes |
|  |                    |

| Holocentrimorphaceae | Holocentriformes |
|                      | Holocentriformes |
|                      | Percomorphaceae  |
|                      |                  |

## Phân bố
S. chordatus được tìm thấy trong các vùng nước sâu nhiệt đới và cận nhiệt đới tại Đại Tây Dương (có nguồn cho là rộng khắp trên khắp thế giới), với các cá thể bị đánh bắt được ghi nhận tại đông bắc vịnh Mexico, đông nam duyên hải Florida, Tiểu Antilles, quần đảo Canary, phần lớn là nằm giữa xích đạo và vĩ độ 20 bắc. Nó sống ở độ sâu 625–800 mét (2.051–2.625 ft) trong thời gian ban ngày và di cư theo chiều dọc vào ban đêm lên độ sâu 300–600 mét (980–1.970 ft) để tìm kiếm thức ăn là sinh vật phù du.

## Đặc điểm
Nó là loài cá với thân hình thuôn rất dài; đôi mắt hình ống, tương tự như một cặp ống nhòm, hướng về phía trước.
Loài cá này có hình dạng dải ruy băng thuôn dài màu trắng bạc lấp lánh ánh tím, đầu màu tím sẫm, mặc dù chiều dài tiêu chuẩn chỉ đạt tới 28 cm (11 in), nhưng cặp đôi các tia vây đuôi của nó có thể dài gấp 3 lần, tới khoảng 90 cm (35 in), tạo thành đuôi giống như roi. Nó có đôi mắt hình ống nhòm màu trắng bạc (cá trưởng thành) và miệng nhỏ hình ống có thể táp về phía trước bằng cách duỗi (đẩy về phía trước) xương móng hàm dưới (xương cuống hàm dưới) mà thông thường thì co lại về phía sau tới khu vực mang thành một khuỷu rõ nét. Các xương tiền hàm trên và xương hàm trên rất nhỏ và cả hai đều có các nhú dài về phía lưng. Ở điểm này nó là tương tự như Epibulus insidiator với xương hàm dưới rất dài nhưng xương tiền hàm trên rất ngắn, còn ở loài này thì chỉ có xương hàm dưới rất dài nằm ở phía trước. Loài cá này có miệng hình ống, thông qua đó nó hút nước vào bằng cách phình to khoang miệng lên tới khoảng 40 lần kích thước ban đầu. Sau đó nó đẩy nước ra ngoài thông qua mang để giữ lại những con chân kiếm (Copepoda) làm thức ăn. Các răng nhỏ. Không bong bóng. Vây lưng: tia gai 0, tia mềm 119-124. Vây hậu môn: tia gai: 0, tia mềm 14-16.